# John Devitt
John Thomas Devitt, född 4 februari 1937 i Granville i New South Wales, död 17 augusti 2023 i Sydney, var en australisk simmare.
Devitt blev olympisk guldmedaljör på 100 meter frisim vid sommarspelen 1960 i Rom.